# Copris elphenor
Copris elphenor là một loài bọ cánh cứng trong họ Bọ hung (Scarabaeidae).